# The Russia House
The Russia House is een Amerikaanse speelfilm van Fred Schepisi die werd uitgebracht in 1990 De film is gebaseerd op de roman The Russia House (1989) van John le Carré.

## Verhaal
Barley Blair is een Britse uitgever die geregeld naar de Sovjet-Unie reist om er Russische schrijvers en uitgevers op te zoeken. Op een avond ontmoet hij de Russische auteur Dante. Die zendt Blair in Engeland een manuscript met militaire geheimen op betreffende het defensiesysteem van de Sovjet-Unie. De geheime dienst kan het manuscript echter onderscheppen en vraagt Blair de betrouwbaarheid en de afzender van het document na te gaan ...

## Rolverdeling
| Acteur                | Personage                        |
| --------------------- | -------------------------------- |
| Sean Connery          | Bartholomew 'Barley' Scott Blair |
| Michelle Pfeiffer     | Katya Orlova                     |
| Roy Scheider          | Russell                          |
| James Fox             | Ned                              |
| John Mahoney          | Brady                            |
| Michael Kitchen       | Clive                            |
| J. T. Walsh           | kolonel Jackson Quinn            |
| Ken Russell           | Walter                           |
| David Threlfall       | Wicklow                          |
| Klaus Maria Brandauer | Dante                            |
| Mac McDonald          | Bob                              |
| Nicholas Woodeson     | Niki Landau                      |
| Martin Clunes         | Brock                            |
| Ian McNeice           | Merrydew                         |
| Colin Stinton         | Henziger                         |